# Heteropoda murina
Heteropoda murina är en spindelart som först beskrevs av Pocock 1897.  Heteropoda murina ingår i släktet Heteropoda och familjen jättekrabbspindlar. Inga underarter finns listade i Catalogue of Life.